# Only Love Can Hurt Like This
"Only Love Can Hurt Like This" é uma canção da cantora inglesa Paloma Faith e escrita por Diane Warren. Lançado em 11 de maio de 2014 como segundo single para promover seu terceiro álbum de estúdio, A Perfect Contradiction (2014). Foi promovido em programas como Alan Carr: Chatty Man.
A canção alcançou a posição 6 no Reino Unido, tornando-se o single de maior sucesso de Faith até o momento, superando seu single "Picking Up the Pieces" (2012). Ele estreou nas paradas australianas em 21 de julho de 2014, depois de ser usado em um anúncio de TV de alto perfil da série dramática Winners & Losers. Alcançou a posição número um nas paradas australianas ARIA em 26 de julho e a posição número 3 na parada de singles da Nova Zelândia, marcando o primeiro Top 10 de Faith e o single de maior pico na carreira.

## Lista de faixas
- Download digital[3]

1. "Only Love Can Hurt Like This" – 3:52

- Download digital – Live Performance for Burberry[4]

1. "Only Love Can Hurt Like This" (Live for Burberry) – 6:19

- Download digital – Remixes[5]

1. "Only Love Can Hurt Like This" (MS MR Remix) – 3:34
2. "Only Love Can Hurt Like This" (Adam Turner Remix) – 6:53

- CD[6]

1. "Only Love Can Hurt Like This" (Radio edit)
2. "Only Love Can Hurt Like This" (Instrumental)

## Paradas musicais
| País/Parada (2014)                | Melhor posição |
| --------------------------------- | -------------- |
| Austrália (ARIA)                  | 1              |
| Croácia (HRT)                     | 14             |
| Irlanda (IRMA)                    | 26             |
| Nova Zelândia (Recorded Music NZ) | 3              |
| Escócia (Scottish Singles Chart)  | 5              |
| Reino Unido (UK Singles Chart)    | 6              |
| País/Parada (2022)                | Melhor posição |
| Mundo (Billboard Global 200)      | 75             |
| Grécia (IFPI)                     | 75             |
| Países Baixos (Single Tip)        | 9              |
| Portugal (AFP)                    | 94             |
| Suécia (Sverigetopplistan)        | 12             |